# Vuelo inaugural

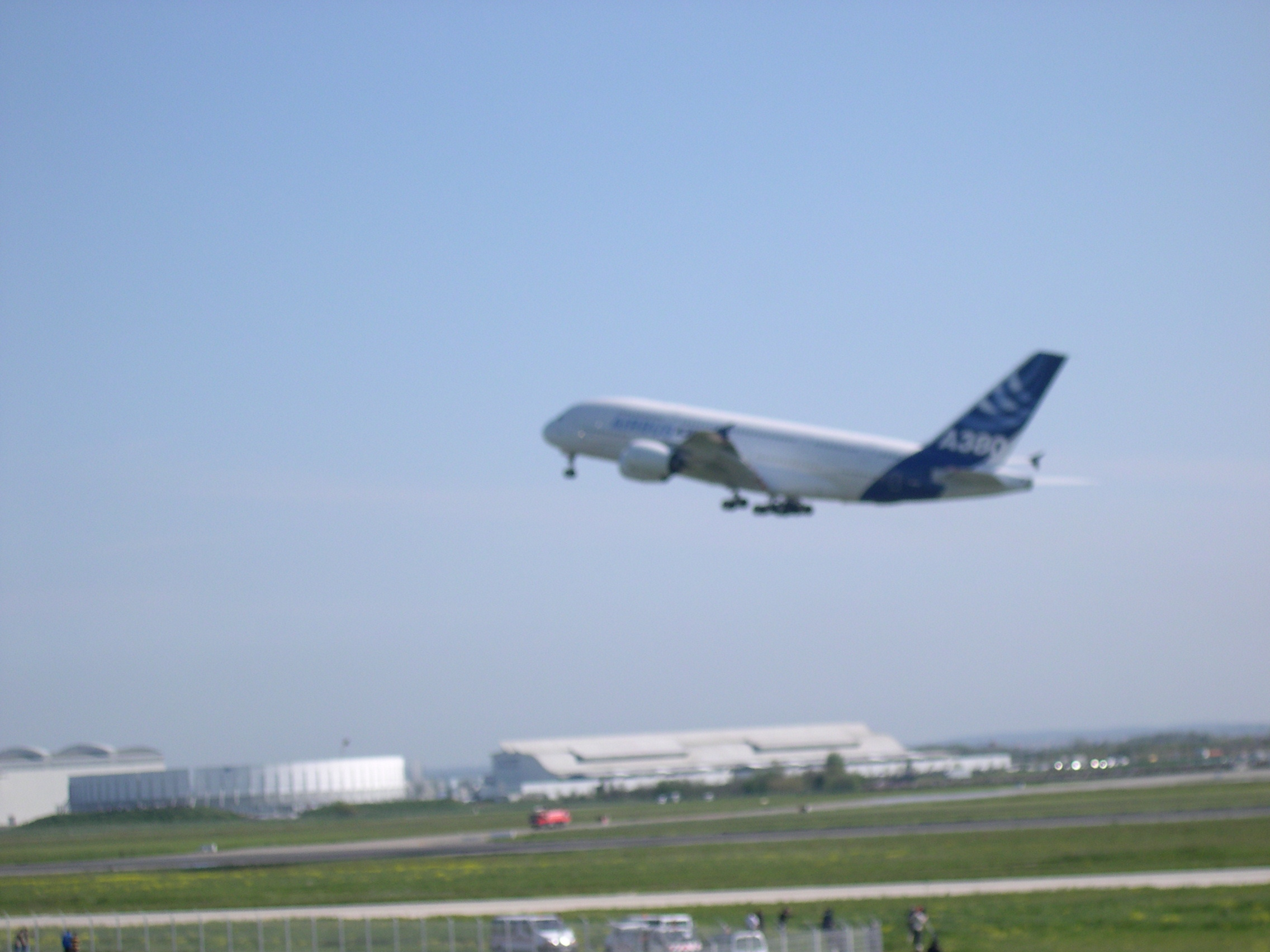
Primer vuelo del Airbus A380. 27 de abril de 2005.

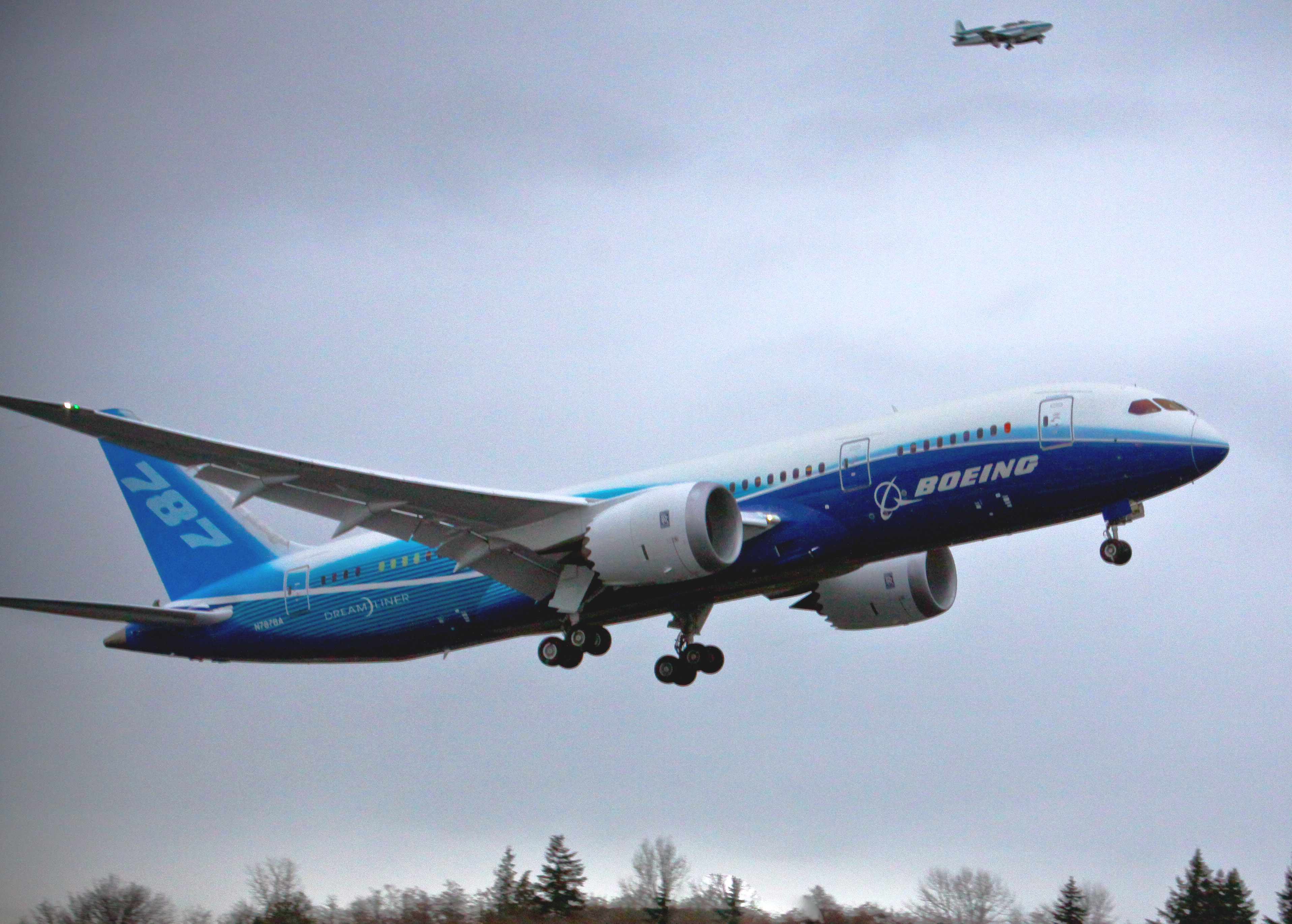
Primer vuelo del Boeing 787. 15 de diciembre de 2009.

El vuelo inaugural o primer vuelo de una aeronave es la primera ocasión que despega de tierra por sus propios medios. Es similar al primer viaje de los buques.
El primer vuelo de un nuevo modelo de aeronave es siempre una ocasión histórica para la aeronave. También es el más peligroso, debido a que las características exactas de manejo de ella, generalmente son desconocidas. Por eso, el primer vuelo de un nuevo modelo casi siempre es llevado a cabo por un piloto de pruebas con gran experiencia. Los primeros vuelos normalmente son acompañados por una aeronave de seguimiento, para verificar parámetros como altitud, velocidad aerodinámica, y aeronavegabilidad en general.
El primer vuelo es sólo una etapa en el desarrollo de un modelo de aeronave. A menos que el modelo sea una aeronave experimental pura (como el North American X-15), debe ser probado exhaustivamente para asegurarse que ofrece el rendimiento deseado, con un margen aceptable de seguridad. En el caso de una aeronave civil, el nuevo modelo debe ser certificado por una agencia gubernamental (como la Administración Federal de Aviación en Estados Unidos) antes que pueda entrar en servicio.

## Primeros vuelos destacados
Algunos de los primeros vuelos más destacados:
- Junio de 1875 – Thomas Moy, Londres, Inglaterra (sin piloto)[1]
- 9 de octubre de 1890 – Clément Ader, París, Francia.
- 14 de agosto de 1901 – Gustave Whitehead, Leutershausen, Baviera.
- 15 de mayo de 1902 – Lyman Gilmore, California, Estados Unidos.
- 31 de marzo de 1903 – Richard Pearse, Temuka, Nueva Zelanda.
- 17 de diciembre de 1903 - Wright Flyer de los hermanos Wright.
- 23 de octubre de 1906 - Alberto Santos-Dumont 14-bis , primer vuelo público con un avión más pesado que el aire, en el parque Bagatelle, París, Francia.
- 26 de julio de 1936 - Focke-Wulf Fw 61. Primer helicóptero completamente controlable.
- 27 de agosto de 1939 - Heinkel He 178. Primer avión de reacción.
- 22 de septiembre de 1940 - Heinkel He 280. Primer caza de reacción.
- 2 de noviembre de 1947 - Hughes H-4 Hercules. El único vuelo del avión más grande del mundo en volar.
- 27 de julio de 1949 - de Havilland Comet. Primer avión comercial de reacción.
- 23 de agosto de 1954 - Lockheed C-130 Hercules. Avión de transporte militar aún en servicio.
- 31 de diciembre de 1968 - Tupolev Tu-144. Avión comercial supersónico soviético.
- 2 de marzo de 1969 - Concorde. Avión comercial supersónico europeo.
- 9 de febrero de 1969 - Boeing 747, comúnmente apodado «Jumbo», es un avión comercial transcontinental de fuselaje ancho fabricado por Boeing. Conocido por su impresionante tamaño.
- 21 de diciembre de 1988 - Antonov An-225 Mriya. El avión más grande y pesado del mundo.
- 27 de abril de 2005 - Airbus A380. Avión de pasajeros más grande.
- 12 de abril de 2019 - Stratolaunch el avión con la envergadura más grande del mundo
- 19 de abril de 2021 - Mars Helicopter Ingenuity. Primer vuelo de un drone robótico sobre la superficie de otro planeta.